# Comité français d'éducation pour la santé
Le Comité français d'éducation pour la santé ou CFES est une association française créée en 1972 et dissoute en décembre 2002.

## Historique
En août 1972, le CFES a remplacé le Centre national d'éducation sanitaire démographique et sociale créé en 1945. Le CFES travaille en étroite collaboration avec les comités régionaux et départementaux d’éducation pour la santé qui relaient et amplifient sur le terrain les campagnes nationales et, surtout, impulsent des actions locales répondant aux besoins spécifiques des régions et des départements. Il édite la revue La Santé de l'homme, créée en 1942.
Avec la loi du 4 mars 2002 relative aux droits des malades et à la qualité du système de santé , le Comité français d'éducation pour la santé a été remplacé par l'Institut national de prévention et d'éducation pour la santé (INPES), un établissement public administratif de l'État aux missions élargies.

## Missions
Mandatée par le ministère de la Santé pour concevoir et mettre en œuvre les grandes actions de promotion de la santé : communication, information et éducation.
Pour ce faire le CFES a mis en œuvre des actions nationales définies avec le ministère des Affaires sociales et dorénavant avec le Fonds national de prévention, d’éducation et d'information sanitaires de l’Assurance maladie ; réalise et coordonne des actions spécifiques, en relation avec les organismes publics qui l’en mandatent ; observe et mesure les évolutions des attitudes et comportements de la société vis-à-vis de la santé ; s’attache à favoriser un ancrage profond, grâce aux actions de proximité, des messages d’éducation et de promotion de la santé.
Le CFES se voit confier d'importants budgets dès 1976, avec la mise en œuvre de programmes pluriannuels d'éducation sanitaire et sociale. Son budget de fonctionnement, d’environ 84 millions d’euros en 1993, provenait principalement de l’État, de l’Assurance maladie, de la CNAV et de la CCMSA (Caisse centrale de la mutualité
sociale agricole). Le CFES était composé de 45 salariés en 1993.

## Campagnes
Dès 1976, l'État confie au CFES la mise en œuvre de programmes pluriannuels de prévention en santé publique, et le dote d'importants moyens budgétaires. Les premières campagnes télévisées sont ainsi réalisées sur la lutte contre le tabagisme en 1976 ou l'abus de médicaments en 1980, suivies par la lutte contre l'alcoolisme en 1984. Cette première campagne télévisée déclinée en 8 spots différents contre l'alcoolisme remporte un succès considérable avec son accroche Un verre ça va, trois verres, bonjour les dégâts, inventée par le publicitaire Daniel Robert. Ce dernier sera aussi à l'origine d'une autre campagne emblématique, Tu t'es vu, quand t'as bu ?, initiée en 1991 et poursuivie avec de nouveaux spots en 1995. D'autres slogans restent dans la mémoire collective : en 1986), Le Sida, il ne passera pas par moi (1987), Les préservatifs préservent de tout. De tout, sauf de l'amour (1989) ou Fumer c'est pas ma nature (parodie du cow boy emblématique du cigarettier Marlboro en 1991).
Pour renforcer la notoriété de ses campagnes, le CFES fait appel à de nombreux réalisateurs célèbres ou en devenir, tels que Gérard Jugnot (Alcool 1991), Patrice Leconte (Drogues 1991), Michel Gondry (Accidents domestiques 1992) ou Jean Becker (Alcool 1984 et 1995). Les campagnes de lutte contre le sida bénéficient tout particulièrement du recours à des célébrités avec Jean-Jacques Beineix (1987), Claude Miller (1995), Emir Kusturica (1996), Tonie Marshall (1997), Patrice Chéreau (1999) et Raymond Depardon (2000).
En comparaison, le CFES a peu recours à des comédiens connus, avec les exemples de Claire Nadeau (Accidents cardiaques 1986), Jean-Louis Trintignant (Sida 1996), Martin Lamotte (Chutes de ski 2000), ou en devenir tels que Lorànt Deutsch et Jocelyn Quivrin (Tabac 1997).
Le CFES assure la réalisation des campagnes de lutte contre le sida depuis 1987, avec une interruption entre 1989 et 1994 où cette thématique est confiée à l'Agence française de lutte contre le sida (AFLS). L'AFLS réalise ainsi en 1989 la première campagne contre le sida à destination d'un public ciblé particulièrement touché, les homosexuels, avant celle du CFES à destination des habitants des DOM en 1998. 

### Accidents de la vie courante
- Un enfant on ne peut pas toujours être derrière, alors prenez les devants ! (1992)
  - Quatre spots TV : Chutes[3], Brûlure cuisine[4], Intoxication[5] et Produits dangereux[6]. Réalisateur : Michel Gondry
- Et vous, que faites-vous pour garder l'équilibre ? (1997)
  - Spot TV Longue chute escalier[7]. Réalisateur : Frédéric Tellier
- Les chutes chez les personnes âgées (Chaque jour, on peut prévenir les accidents de la vie courante) (1999)
  - Spot TV Glissade[8]. Réalisateur : Henri Barges
- Prévention des chutes de ski : pensez à faire régler vos fixations par des professionnels (2000)
  - Spot TV[9]. Voix : Martin Lamotte
- Chutes et Équilibre (2001)
  - Deux brochures : Aménagez votre maison pour éviter les chutes et Comment garder son équilibre après 60 ans ?

### Alcool
- Un verre ça va, trois verres, bonjour les dégâts (1984)
  - Huit spots TV : Couple devant la télévision[10], Dernier verre entre amis[11], Cocktail femmes[12], Couple au restaurant[13], Jumeaux au restaurant[14], Michel au Bistro[15], Jeunes au Bistro[16] et Jeunes Slow[17]
- Pensez au deuxième verre : pour l'eau ! (1986)
  - Trois spots TV : Repas de famille[18], Restaurant d'affaire[19] et Bistro[20]
- Tu t'es vu quand t'as bu ? (1991-1995)
  - Quatre spots TV (1991) : Fille dans l'escalier[21] (avec Marion Cotillard), Boîte de nuit[22], Couple au lit[23] et Cocktail entreprise[24]. Réalisateur : Gérard Jugnot
  - Quatre spots TV (1995) : La porte de l'examen [25], Mise en forme avant de sortir[26], Le réveil cauchemar (Alors, heureuse ?)[27] et Dans une salle d'attente[28]. Réalisateur : Jean Becker
- Et vous, avec l'alcool vous en êtes où ? (1997)
  - Trois spots TV : Repas d'affaire[29], Apéritif canapé[30] et Jeunes[31]
- Buvez-vous plus de 3 verres d'alcool par jour ? (Interview) (1999)
  - Deux spots TV : Restaurant[32] et Terrasse de café[33]. Réalisateur : Michel Meyer
- L'alcool, un enjeu majeur de santé publique (2001)
  - Dépliant Etes-vous sûr de tout connaître sur les risques liés à l'alcool ?
  - Guide pratique Pour faire le point sur votre consommation d'alcool
- L'alcool, pas besoin d'être ivre pour en mourir (2001)
  - Deux spots TV : Les deux femmes (toilettes)[34] et Les deux amis (escalier)[35]. Réalisateur : Pierre Salvadori

### Drogues
- Parlons-en avant qu'elle ne lui en parle (1982)
  - Spot TV[36]
- La drogue c'est de la merde (1986)
  - Spot TV[37]
- Aidons-les à trouver la force de dire non (1991)
  - Spot TV[38]. Réalisateur : Patrice Leconte
- Contre la drogue, on n'est jamais trop (1994)
  - Spot TV Femme[39]
- Drogues : savoir plus risquer moins (2000). En partenariat avec la MILDT
  - Cinq brochures : Alcool, Cannabis, Cocaïne, Ecstasy et Tabac
  - Livre Drogues, savoir plus, risquer moins (Éditions du Seuil)
  - Quatre spots TV (2001) : Casting[40], Cuisine[41], Guerre du feu[42] et Orage[43]. Réalisateur Joachim Bach
- Pour prévenir les risques de l'usage des drogues (2001)
  - Quatre annonces presse Il n'y a pas de meilleure influence que la vôtre : Alcool, Cannabis, Ecstasy, et Alcool, tabac et cannabis
- Alcool, Cannabis, Tabac et autres drogues, et vous, savez-vous où VOUS en êtes ? (2002)
  - Quatre spots radio : Patrick 20 ans, Nathalie 17 ans, Germain 18 ans, Sylvie 22 ans
  - Cinq brochures : Alcool, Cannabis, Cocaïne, Ecstasy et Tabac
  - Site internet www.drogues-savoir-plus.com

### Médicaments
- Vivez pleinement, sans abus de médicaments (1980)
  - Spot TV Votre santé aussi dépend de vous[44]
- Un médicament, ça ne se prend pas à la légère (1991)
  - Deux spots TV : Respecter les quantités et éviter les mélanges[45] et Respecter les doses prescrites[46]

### Nutrition
- Journée nationale du petit déjeuner (25 septembre 1994)
  - Spot TV[47]
- Mieux manger construit notre santé (2001)
  - Dépliant Frais, en conserve ou surgelés, les fruits et légumes protègent votre santé
  - 5 annonces presse : Orange, Courgette, Aubergine, Pastèque et Feu rouge

### Sida
- Le Sida, il ne passera pas par moi (1987)
  - 4 spots TV Il court, il court, le sida : Homme[48], Femme[49], Jeune[50] et Couple[51]. Réalisateur : Jean-Jacques Beineix
- Aujourd'hui, les préservatifs préservent de tout, même du ridicule (1988)
  - 9 spots TV : Il paraît que les femmes ont horreur de ça 1[52] et 2[53], Il paraît que les filles ont horreur de ça[54], Il paraît que ça coupe tout 1[55], 2[56] et 3[57], Il paraît que c'est difficile à mettre 1[58], 2[59] et Il paraît que c'est galère à mettre[60]
- Les préservatifs préservent de tout. De tout, sauf de l'amour (1989)
  - Spot TV[61]
- Vivre avec le virus du sida (1995)
  - 3 spots TV : Les deux frères (Basket[62]), Le couple (Port[63]) et L'entreprise[64]. Réalisateur : Claude Miller
- Aimez-vous comme vous voulez, utilisez un préservatif (Protégez-vous du sida. Protégez les autres) (1996)
  - Spot TV Le Slow[65]. Réalisateurs : Emir Kusturica et James Huth. Voix off : Jean-Louis Trintignant
- Campagne DOM (1996)
  - 2 spots TV : Les deux sœurs[66] et La montagne[67]. Réalisateur : Jim Damour
- Rester en éveil face au sida (1997)
  - Spot TV La route[68]. Réalisateur : Eric Coignoux
- Vivre avec le VIH (Sida. La science progresse. Et la solidarité ?) (1997)
  - 3 spots TV : Le couple[69], La famille[70] et L'entreprise[71]. Réalisateur : Tonie Marshall
- Sida. Aujourd'hui on peut faire beaucoup. Mais rien sans vous (1998-1999)
  - 2 spots TV Dépistage (1998) : Homme Métropole[72] (Réalisateur Yvon Marciano) et Femme Antilles[73] (Réalisateur Jim Damour)
  - 2 spots TV Vivre avec le virus du sida dans les DOM (1999) : Le frère[74] et La nouvelle vie[75]. Réalisateur Camille Mauduech
  - 3 spots TV (1999) : Après rupture[76], Défaillance homosexuelle[77] et Prévention personnes atteintes VIH[78]. Réalisateur Patrice Chéreau
- Le sida on en meurt encore (2000)
  - 3 spots TV Le sida n'est pas mort. Il suffit d'une fois pour être contaminé par le virus du sida : Couple hétéro restaurant[79], Couple homo restaurant[80] et Couple antillais boîte de nuit[81]. Réalisateur : Raymond Depardon
- Journée mondiale de lutte contre le sida (2001)
  - 10 spots TV Le sida n'est pas mort : 1er décembre (versions 15 min[82] ou 55 min[83]), 2 décembre (versions 15 min[84] ou 55 min[85]), 3 décembre (versions 15 min[86] ou 55 min[87]), 4 décembre (versions 15 min[88] ou 55 min[89]), 5 décembre (version 15 min[90]), 6 décembre (versions 15 min[91] ou 55 min[92]), 7 décembre (versions 15 min[93] ou 55 min[94]), 8 décembre (versions 15 min[95] ou 55 min[96]), 9 décembre (versions 15 min[97] ou 55 min[98]), 10 décembre (versions 15 min[99] ou 55 min[100])
- Les Aventures de Moussa le Taximan (2001)
  - 7 courts métrages (4 min 25 s) : Le dragueur fataliste, Je fais mon test, Le guérisseur supérieur, La jeune fille responsable, L'éducation sexuelle, Marc mon frère et Les femmes enceintes. Réalisateur : Henri Duparc
- 10 courts métrages contre le sida pour les Départements d'Outre mer (2002)
  - Prisca, 5 courts métrages à destination de la Martinique et de la Guadeloupe : ZZ love, Qu'en-dira-t-on ?, Samantha, Collectif et Intimité
  - Alex et Bladas, 5 courts métrages à destination de la Guyane : Roun lanmen lavé rot (Une main lave l’autre), Ti kannot gen bon do (Le petit canoë a bon dos), Soda sou konèt so kapitèn (Le soldat, même ivre, reconnaît son capitaine), Touloulou (Dernier cri) et Seeka yu libi (Prends ta vie en main)

### Tabac
- Sans tabac, prenons la vie à pleins poumons (1976)
  - Huit spots TV : Voiture, Salle d'attente, Pourquoi ils ne fument pas, Enfant, Animation, Couple, Mère et Deux hommes
- Ne fumez pas, n’enfumez plus (Ca ne vous dérange pas si je ne fume pas ?) (1977)
- Une cigarette écrasée, c’est un peu de liberté gagnée (1978)
  - Deux spots TV Jeunes[101] et Sport[102]
- Une cigarette en moins, un peu de vie en plus (1979)
  - Trois spots TV Pourquoi choisir l'engrenage du tabac ? : Mégots[103], Jeune homme[104] et Clowns[105]
- Faites-vous plaisir, arrêtez de fumer. Deux millions de français l'ont déjà fait. (Votre santé dépend aussi de vous - 1980)
  - Deux spots TV Respiration[106] et Balade en auto[107]
- Commencer l’année du bon pied
- Pour votre santé, soyez plus fort que le tabac (1983).
  - Cinq spots TV Micro-trottoir[108], Jeune femme asiatique[109], Homme 1[110], Homme 2[111], Homme âgé[112]. Réalisateur : Jacques Rouland
- 1984. Ouf ! on respire (1984)
- Le tabac, c’est plus ça (1988)
  - Spot TV[113]. Musique : Laurent Voulzy
- Moi, je tabastoppe (1989)
- Fumer c'est pas ma nature (1991)
  - Spot TV Cow-boy[114]
  - Affiche Bienvenue dans un monde sans tabac
- L'énergie, c'est pas fait pour partir en fumée (1993-1996)
  - Spot TV Couple dans un jardin[115] (1993). Réalisateur : Patrick Bouchitey
  - Deux spots TV (1996) : Personnes âgées[116] et Gardien de  but[117]. Réalisateur : Vincent de Brus
- La vie sans tabac, vous commencez quand ? (1997-1999)
  - Quatre spots TV (1997) : Chauffeur de taxi[118], Jeunes[119] (avec Lorànt Deutsch et Jocelyn Quivrin), Mère de famille blonde[120] et Mère de famille brune[121]. Réalisateur : Marion Vernoux
  - Trois spots TV Tabac info service (1999) : Homme au restaurant[122],  Homme nerveux[123] et Femme cocktail[124]. Réalisateur : Thierry Dupety
- Chaque jour passé sans fumer est une victoire sur le tabac (Journées mondiales contre le tabac 1999 et 2000)
  - Trois spots TV Aujourd'hui, c'est peut-être le bon jour pour arrêter de fumer :  Basket[125], Karaoké[126] et Magasin[127]. Réalisateur : Bruno Mariage
  - Quatre spots radio : Diminution des risques après l'arrêt du tabac, Construction de la motivation, Tentatives d'arrêt et Plaisirs d'être non-fumeur
  - Guide pratique J'arrête de fumer
- Zone non-fumeuse (2000). En partenariat avec M6
  - Vingt-quatre programmes courts (Témoignages)
- Jeunes, vous êtes manipulés ! (2001)
  - Quatre spots radio Vous l'avez dans l'os : La dépendance, Les cancérigènes, Un sur deux et Les jeunes
  - Site internet www.jesuismanipule.com (n'existe plus)
  - Flyer On vous manipule
- Le tabagisme passif : une réalité mal connue des français (Journée mondiale contre le tabac 2001)
  - Affiche Votre cigarette, ce sont aussi les autres qui la fument
  - Brochure Le tabagisme passif

### Vaccination
- Rougeole, oreillons, rubéole. Pas d'hésitation, vaccination ! (1991)
  - Spot TV[128]
- Hépatite B : se vacciner, c'est l'éviter (1995)
  - Spot TV[129]
- Rougeole, Oreillons, Rubéole. Un vaccin : 3 maladies de moins (1996)
  - Spot TV[130]. Réalisateur : Christophe Vassort
- Rougeole, Oreillons, Rubéole. Pour en finir avec ces maladies, aujourd'hui le vaccin est gratuit (1999)
  - Trois spots TV : Rougeole[131], Oreillons[132] et Rubéole[133]. Réalisateur : Howard Guard
- Rougeole Oreillons Rubéole, c'est bénin sauf quand c'est grave (2000)
  - Affiche et brochure

### Autres thèmes
- Comme lui, lavez-vous les dents (1964)
- Longues veillées... journées gâchées (1975)
- Pierrot la forme (Votre santé aussi dépend de vous) (1980)
  - Quatre spots TV : Brossage des dents[134], Ballade en auto[135], Repas extérieur[136] et  Repas intérieur[137]
- Vos dents sont vivantes (1982)
  - Six spots TV : Faites les examiner régulièrement (La porte[138]), Pensez à les brosser (Le verre d'eau[139]), Pensez à les brosser (Les noix[140]), Pensez à les brosser (Le tuba[141]), Pensez à les brosser (Eclat de rire[142]) et Pensez à les brosser (La carotte[143])
- Faites un petit effort, trouvez votre sport! (1984)
  - Spot TV Bougez-vous la santé[144]
- Prévention des accidents cardiaques : Bouge ton cœur (1986)
  - Deux spots TV :  Tabagisme[145] (avec Claire Nadeau) et Excès de nourriture[146]
- La douleur n'est pas une fatalité, refusons-la (1998)
  - Spot TV[147]. Réalisateur : Yamina Benguigui

## Édition
Le CFES a édité la revue La Santé de l'homme dès 1942. Depuis 2002, l'édition en est assurée par l'INPES.

### Baromètre Santé
- Baromètre Santé 1994/1995 Médecins généralistes (1996)
- Baromètre Santé 1994 jeunes (1997)
- Baromètre Santé Adultes 1995/1996 (1997)
- Baromètre santé Nutrition 1996 Adultes (1997)
- Baromètre Santé Jeunes 1997/1998 (1998)
- Santé et prévention : enquête auprès des pharmaciens d'officine 1998/1999 (1999)
- Baromètre Santé Médecins généralistes 1998/1999 (1999)
- Les années collège (2000)
- Baromètre Santé : premiers résultats 2000 (2000)
- Health Barometers in France 1995/1999 (2001)
- Baromètre Santé 2000. Volume 1 : Méthode (2001)
- Baromètre Santé 2000. Volume 2 : Résultats (2001)

### Séminaires
- La santé des adolescents : quels liens entre recherche et prévention ? (1994)
- Santé et publics démunis en Europe (1995)
- Prévention des traumatismes et des accidents (1996)
- Médecins généralistes : acteurs de santé publique ? (1996)
- Approche par les pairs et santé des adolescents (1996)
- L'éducation pour la santé en médecine générale : de la fonction curative à la fonction éducative (1997)
- Du bon usage de la communication en éducation pour la santé (1998)
- L'éducation pour la santé des patients : un enjeu pour le système de santé (2001)
- Education pour la santé et éthique (2001)
- L'éducation en santé : enjeux, obstacles, moyens (2001)

### Autres livres
- Atout âge : intergénération et promotion de la santé (1993)
- RMI et santé (1993)
- 1,2,3 santé : éducation pour la santé en milieu scolaire (1996)
- Ville et santé (1996)
- Santé précarité, outils d'aide à l'action (1997)
- Promotion de la santé et milieu pénitentiaire (1997)
- Inégalités et éducation pour la santé (1998)
- Féminin Santé (1998)
- Professionnels de santé : les médecins généralistes (1999)
- L'éducation du patient au secours de la médecine (2000)
- Formations en éducation pour la santé (2000)
- La communication sur la santé auprès des jeunes (2000)
- Prévention primaire du suicide des jeunes (2001)

## Mallettes pédagogiques
- Esti reporter (tabac) (1993)
- Badaboum et Garatoi (1993)
- Léo et l'eau (1996)
- Léo et la terre (1997)
- Léa et l'air (1999)
- Libre comme l’air (1999)
- Protège ton dos avec Momo, Aldo et Mado (2001)
- Formation au dépistage des cancers : cancer colo-rectal, cancer du sein, cancer du col de l'utérus (2001)